# Henri Desgrange
Henri Desgrange (ur. 31 stycznia 1865 w Paryżu, zm. 16 sierpnia 1940 w Beauvallon) – francuski kolarz, wydawca gazety sportowej L’Auto oraz pomysłodawca i organizator Tour de France.

## Kolarz torowy
Desgrange był bardzo dobry w jeździe na torze, udało mu się także zdobyć pierwszy tytuł mistrza Francji w kolarstwie szosowym. Sam jednak nie uważał ani też nie przypuszczał, że jazda rowerem na szosie odniesie taki sukces w przyszłości. Dlatego skoncentrował się w całości na kolarstwie torowym. W wieku 20 - 30 lat ustanowił 12 nowych rekordów w tej dyscyplinie, w tym również w jeździe godzinnej (1893).

## Założenie L’Auto
Desgrange, zanim został redaktorem naczelnym gazety sportowej L’Auto pracował w kilku różnych gazetach jako dziennikarz. L’Auto zostało zainicjowane w 1900 r. przez grupę przemysłowców skupioną wokół hrabiego Jules’a-Alberta de Dion.

## Największy wyścig świata
19 stycznia 1903 L’Auto ogłosiło sensacyjny wyścig - Tour de France – pierwszy wyścig wieloetapowy na świecie. Tour de France zawdzięcza swoje istnienie konkurencji między gazetą Henri Desgrange’a a innym francuskim dziennikiem sportowym, Le Vélo. „Wielka Pętla” stała się z biegiem czasu jednym z najważniejszych wydarzeń sportowych, a Desgrange został dyrektorem i organizatorem wyścigu.

## Tour po Desgrange’u
Henri Desgrange był dyrektorem Tour de France do roku 1939. Po nim byli to:
- Jacques Goddet (1947 - 1961)
- Jacques Goddet & Félix Lévitan (1962 - 1986)
- Jean-Francois Naquet-Radiguet & Xavier Louy (1987)
- Jean-Pierre Courcol & Xavier Louy (1988)
- Jean-Pierre Courcol & Jean-Marie Leblanc (1989 - 1993)
- Jean-Claude Killy & Jean-Marie Leblanc (1994 - 2000)
- Patrice Clerc & Jean-Marie Leblanc (2001 - 2005)
- Patrice Clerc & Christian Prudhomme (2006 - )

## Pamięć po Desgrange’u
Pomnik, upamiętniający postać Desgrange’a jako kolarza i twórcy Tour de France znajduje się u południowego wylotu tunelu pod przełęczą Galibier (2645 m n.p.m.) we francuskich Alpach Graickich, przy drodze, którą wielokrotnie mknęli uczestnicy wyścigu.